# Carlo III của Napoli
Carlo III của Napoli, Károly II của Hungary hay Charles xứ Durazzo còn được gọi là Kẻ cai trị ngắn ngủi (1345 – 24 tháng 2 năm 1386), là Vua của Napoli và Vua của Jerusalem từ năm 1382 đến 1386 với danh hiệu Carlo III, Vua Hungary từ năm 1385 đến 1386 với danh hiệu Károly II. Năm 1383, ông kế vị Công quốc Achaea sau cái chết của James xứ Baux.